# Carta a Filèmon
La Carta a Filèmon és una epístola de Pau de Tars dirigida des de la presó a Filèmon que era el cap de l'església colossiana. Aquesta carta s'inclou en el Nou Testament del cristianisme i tracta del perdó. Actualment es considera com un dels treballs que sense discussió pertanyen a Sant Pau. És una carta curta que en l'original grec consta de 335 paraules.

## Contingut i reconstrucció

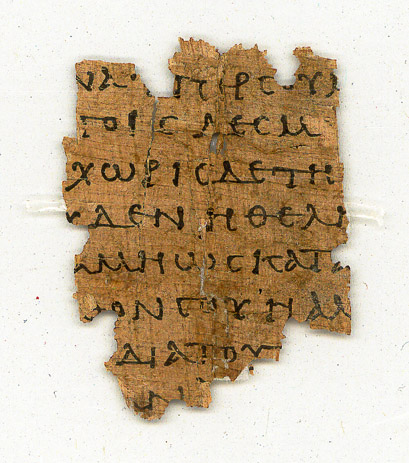
Papir 87 (Gregory-Aland), fragment de l'epístola

Pau, que sembla que està a la presó (a Roma o Efes), escriu a un cristià anomenat Filèmon (que viu a Colosses) i a una dona, Apfia, que era potser la seva esposa, i a un clergue anomenat Archippus (vegeu Colossians 4:17).

## Significat
La carta de Pau és de tipus personal però pot semblar críptica. Pau s'adreça a Filemó amb tacte però recordant-li la seva autoritat com apòstol de Crist. Pau espera que Filemó perdoni el seu esclau Onèssim o potser Pau vol que l'alliberi (manumiti).
Martin Luter estableix un paral·lel entre Pau i Jesucrist en la seva tasca de reconciliació.
La interpretació d'aquesta epístola va ser causa de debat, a Gran Bretanya i després als Estats Units, entre partidaris i detractors, de l'abolició de l'esclavisme.